# Остров Рождества (Австралия)
О́стров Рождества́ или Кри́стмас (англ. Christmas Island) — небольшой остров в Индийском океане, является несамоуправляющейся внешней территорией Австралии, с марта 2019 года находящейся в ведении Министерства инфраструктуры, регионального развития и городов.
Столица — Флайинг-Фиш-Ков (также иногда называемый Сеттлмент). Население — 1 843 человека (2016).
Интернет-домен — .cx.
Остров имеет свой флаг — с 1986 года неофициально, с 2002 года — официально.

## География

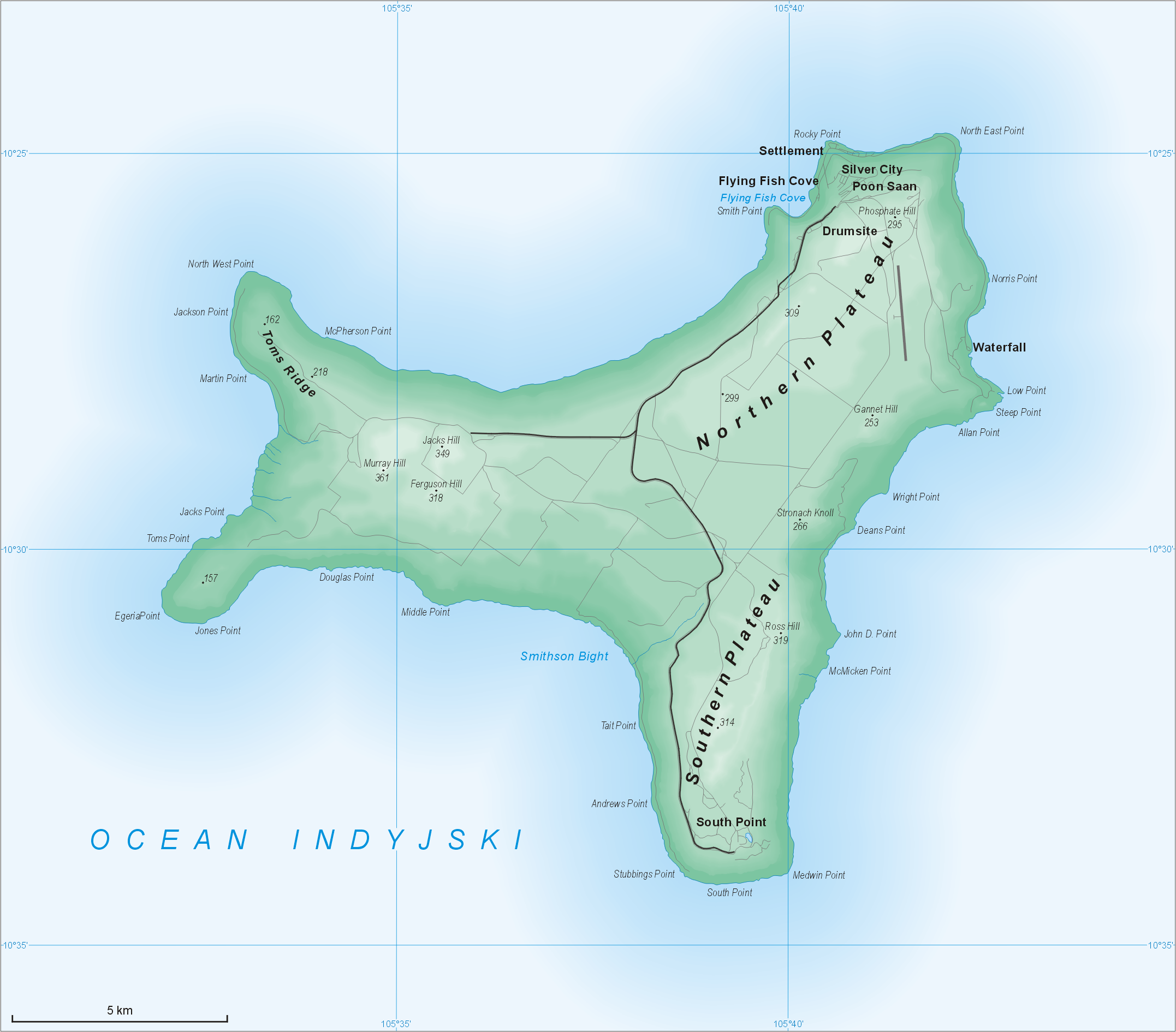
Карта Острова Рождества

Остров расположен в 2360 километрах к северо-западу от Перта и примерно в 500 км к югу от Джакарты.
Остров вулканического происхождения. Наивысшая точка — 361 м над уровнем моря. Климат острова тропический. Среднегодовая температура — около 27 °C. Количество осадков достаточно велико — около 2000 мм в год. На острове имеется несколько небольших рек, таким образом, население обеспечено питьевой водой. Площадь острова — 135 км².
Среди возможно вымерших эндемиков острова кровососущие клещи Ixodes nitens. Они рассматриваются в качестве исчезнувшего вида, так как его хозяин, местная разновидность крыс Rattus macleari, более не обнаруживался. Последний раз крысу Rattus macleari находили более 100 лет тому назад (в 1903 году).
| Показатель                                | Янв.  | Фев.  | Март  | Апр.  | Май   | Июнь  | Июль | Авг. | Сен. | Окт. | Нояб. | Дек.  | Год    |
| ----------------------------------------- | ----- | ----- | ----- | ----- | ----- | ----- | ---- | ---- | ---- | ---- | ----- | ----- | ------ |
| Абсолютный максимум, °C                   | 30,6  | 31,5  | 31,5  | 31,4  | 30,0  | 29,4  | 28,8 | 29,5 | 30,9 | 31,4 | 31,8  | 31,2  | 31,8   |
| Средний суточный максимум, °C             | 27,9  | 27,9  | 28,2  | 28,2  | 27,8  | 27,0  | 26,2 | 26,0 | 26,2 | 26,8 | 27,2  | 27,7  | 27,3   |
| Средняя температура, °C                   | 25,9  | 25,7  | 26,1  | 26,3  | 26,0  | 25,3  | 24,5 | 24,2 | 24,3 | 25,0 | 25,4  | 25,7  | 25,4   |
| Средний суточный минимум, °C              | 22,7  | 22,6  | 23,0  | 23,5  | 23,8  | 23,2  | 22,5 | 22,2 | 22,2 | 22,6 | 22,8  | 22,5  | 22,8   |
| Абсолютный минимум, °C                    | 18,8  | 18,4  | 18,6  | 18,3  | 19,3  | 14,1  | 16,2 | 17,7 | 16,7 | 18,2 | 18,0  | 18,0  | 14,1   |
| Норма осадков, мм                         | 300,7 | 346,6 | 299,2 | 224,3 | 182,4 | 163,1 | 94,8 | 42,1 | 44,8 | 65,6 | 146,7 | 215,5 | 2140,1 |
| Источник: Австралийское бюро метеорологии |       |       |       |       |       |       |      |      |      |      |       |       |        |

## История
Своим названием остров обязан открытию в день Рождества 1643 года. Британский мореплаватель Уильям Дампир был первым европейцем, высадившимся на остров в 1688 году и описавшим его. В  1888 году на острове было обнаружено месторождение пирофосфата кальция, после чего он был аннексирован Великобританией и началась колонизация острова. В 1900 году остров вошёл в состав английской колонии Стрейтс-Сетлментс.
Во время Второй мировой войны остров был захвачен Японией.
В 1946 году после распада Стрейтс-Сетлментс, остров Рождества перешел в подчинение колонии Сингапур. В 1958 году — передан Австралии. Управление островом осуществляется официальным представителем австралийского правительства.
15 декабря 2010 года судно, перевозившее около 90 мигрантов, в основном из Ирака и Ирана, затонуло у берегов острова Рождества. Погибли 48 человек, находившихся на борту; 42 выживших были спасены.

## Политика
Островитяне на федеральных выборах голосуют вместе с северной территорией (в сенат — округу Северная территория, в Палату представителей — вместе с частью Северной территории), управление образованием находится в руках штата Западная Австралия. Также часть служб находится под управлением Западной Австралии. Островитяне выбирают собственный региональный совет. Федеральная власть представлена администратором. Законодательство дел Острова также выполняется федеральным парламентом.

## Население
|                                            | 2016  |
| ------------------------------------------ | ----- |
| Численность населения                      | 1 843 |
| в т.ч Мужчин                               | 1 130 |
| Женщин                                     | 712   |
| Аборигены                                  | 9     |
| 0-14 лет                                   | 16,93 |
| 15-64                                      | 73,36 |
| 65+                                        | 9,71  |
| Медианный возраст                          | 38    |
| Семей                                      | 305   |
| Среднее количество детей на семьи с детьми | 1,9   |
| Среднее количество детей на все семьи      | 0,9   |

Наиболее распространенными народами на острове Рождества были китайцы 21,2%, австралийцы 12,7%, малайцы 12,0%, англичане 10,9% и ирландцы 2,3%.
На острове Рождества 38,5% людей родились в Австралии. Наиболее распространенными странами рождения были Малайзия 20,1%, Новая Зеландия 3,0%, Англия 2,5%, Сингапур 2,4% и Иран 1,7%.
В религиозном отношении преобладают мусульмане — 19,4%, (малайцы и некоторые китайцы), буддисты  — 18,1%,  христиане — 8,9  (католики), атеисты — 15,2%, не указали — 27,9%.
На острове работает средняя школа, в которой обучается около 300 детей возрастом до 12 лет.
На федеральных выборах голосуют по избирательному округу Дингири Северной территории, однако значительная часть служб подчиняется Западной Австралии.

## Проблема нелегальных иммигрантов
В связи с близостью к Индонезии (350 км), остров длительное время был желанной целью нелегальных иммигрантов из Юго-Восточной Азии, так называемых «людей в лодках» или «лодочников» (boat people). После доктрины премьер-министра Австралии Джона Ховарда, известной как Pacific Solution, поток лодочников значительно уменьшился.

## Экономика
С 1895 года началась разработка и экспорт фосфатов, с индустрией которых связано возникновение постоянного населения. После истощения месторождения добыча фосфатов прекратилась в 1987 году, и остров стал центром экологического туризма. 63 % территории занимает национальный парк.
В 2001 году правительство Австралии заключило с Росавиакосмосом соглашение о строительстве космодрома на острове Рождества. Для этого проекта разрабатывался проект ракеты-носителя Аврора, а в 2003 году было объявлено о подготовке проекта стартового комплекса. Проект космодрома не был реализован из-за недостатка финансирования.

## Почта и транспорт
Почтовым оператором на острове с 1993 года является австралийская государственная корпорация Australia Post. Выпускающиеся ею для острова почтовые марки также могут использоваться на территории Австралии, равно как и австралийские марки могут использоваться на острове Рождества.
Железная дорога протяжённостью 18 км соединяет северный Флайинг-Фиш-Ков с расположенным на южной оконечности острова городом Саут-Пойнт. Дорога имеет колею 1435 мм, строилась она в 1914 году.
К юго-востоку от Флайинг-Фиш-Ков находится единственный на острове гражданский аэропорт.